# Mikkel Andersen
Mikkel Andersen (Herlev, 17 dicembre 1988) è un calciatore danese, portiere del Fremad Amager.

## Carriera

### Club
Il 9 luglio 2021, i norvegesi del Brann hanno annunciato l'ingaggio di Andersen, che si è legato al nuovo club con un contratto valido fino al 31 dicembre 2022.
Il 10 agosto 2021, alcuni calciatori del Brann – tra cui Andersen – sono stati protagonisti di uno scandalo a luci rosse, essendosi intrattenuti con delle ragazze all'interno del Brann Stadion, venendo ripresi dalle telecamere di sicurezza e violando, tra le altre cose, anche le norme relative alla prevenzione del COVID-19. A partire dall'11 agosto, il Brann ha iniziato un'indagine interna per chiarire i fatti per determinare gli eventuali provvedimenti da intraprendere nei confronti dei 12 calciatori coinvolti. Il 21 agosto, il Brann ha licenziato Kristoffer Barmen, mentre Andersen ha rescisso il contratto; gli altri 10 giocatori, di cui non sono state rivelate le identità, hanno ricevuto un avvertimento scritto.
Il 31 agosto 2021 ha fatto quindi ritorno in Danimarca, siglando un biennale con il Viborg.

### Nazionale
Ha giocato nelle nazionali giovanili danesi Under-19, Under-20 ed Under-21.

## Palmarès

### Club

#### Competizioni nazionali
- Campionato danese: 1

Midtjylland: 2019-2020
- Coppa di Danimarca: 1

Midtjylland: 2018-2019